# Portrait de famille dans un paysage
Portrait de famille dans un paysage (ou Groupe familial dans un paysage) est une peinture à l'huile du peintre néerlandais du Siècle d'or Frans Hals, réalisée vers 1648. Le tableau est conservé au musée Thyssen-Bornemisza de Madrid.

## Description
L'œuvre est l'une des rares peintures que Hals a réalisées de familles en plein air, et celle-ci est l'unique qui représente un enfant noir, individualité rare à Haarlem pendant la vie de Hals.
Dans son catalogue de 1910 sur des œuvres de Frans Hals, l'historien de l'art néerlandais Cornelis Hofstede de Groot a écrit :

« 441. UN PORTRAIT FAMILIAL DE CINQ PERSONNES EN PLEIN AIR, M. 89. 
À la gauche est assis un homme qui soutient dans sa main droite la main gauche de son épouse, qui est assise à sa droite. Il la regarde et elle aussi. L'homme a une légère moustache, et porte un grand chapeau noir, une robe de velours noir avec collerette, et est chaussé de grandes bottes à ornements. La femme porte une robe grise avec un bonnet, collerette et coiffe blanches. Sa main gauche s'appuie sur son genou gauche. À la gauche, près de l'homme, se tient un jeune garçon tenant une canne dans la main droite. Il regarde avec un sourire vers le spectateur. A droite, à côté de la femme, mais plus en arrière, se tient un petit garçon nègre ; il porte un costume marron foncé avec un col blanc et regarde vers le spectateur. Plus à droite, dans le même plan que l'homme et la femme, est leur fille, regardant sur la gauche. Son bras droit pend sur le côté ; elle tient dans sa main gauche un éventail fermé. Elle porte une robe sombre, un col blanc avec des ornements rouges et des manchettes. À son côté, à la droite, un caniche accroupi. Au fond à gauche, il y a des arbres, alors que sur le fond de droite se voit une ville. Tout est peint dans des tons gris neutres, seulement soulagés par le rouge des bottes de monte. Peint vers 1640. Toile, 79 pouces par 112 pouces. Exposé à la Royal Academy Winter Exhibition, Londres, 1906, N° 102. 
En possession de la famille Warde depuis environ 1750. Dans la collection du Colonel Warde, Squerries Court, Westerham, Kent ; vendu à une collection européenne, en octobre 1909 (pour environ 55 000 livres sterlings). »

— Hofstede de Groot on Family Group of Five Persons ; catalog number 441.

## Histoire
Cette peinture, appartenant à la même famille depuis 1750, est passée ensuite au marchand d'art Joseph Duveen en 1909. Elle a été achetée en 1910 pour 500 000 $ par Otto Hermann Kahn, qui l'a ensuite prêtée au Metropolitan Museum of Art. En 1935, le tableau est allé à la Mogmar Art Foundation de New York, d'où l'a acquis la collection Thyssen-Bornemisza.
Il a été montré à la Royal Academy of Arts de Londres en 1906 sous le titre Portraits du peintre et sa famille. De même que le portrait de famille londonien de Hals, il est possible que le fond ait été peint par le peintre hollandais Pieter de Molyn,. La peinture a été restaurée en 1966 et sa documentation réalisée par le Getty Center.

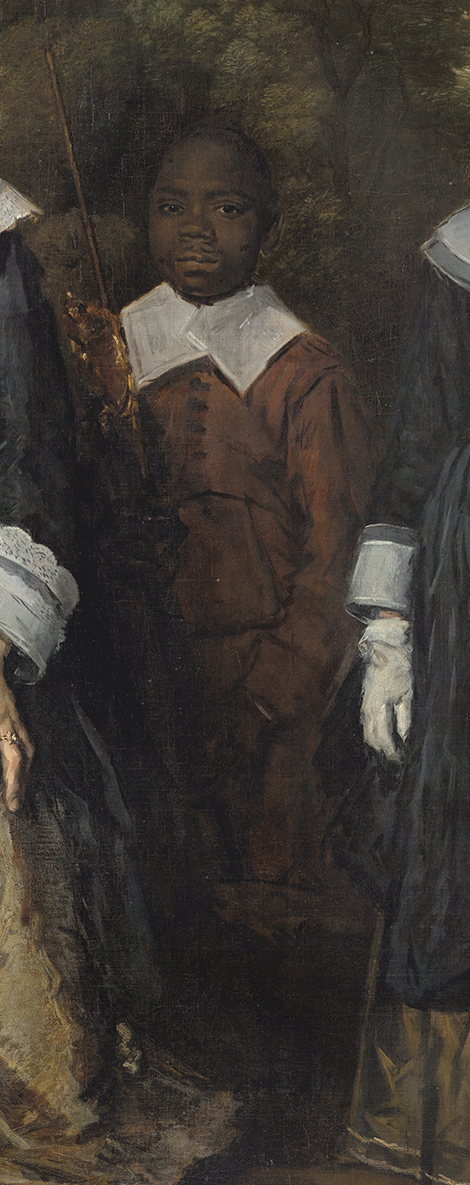
Vraisemblablement l'enfant porte un arc et une flèche, comme mentionné par Camper.

## Inspiration moderne
En avril 2017, le tableau a été copié par Titus Kaphar, qui a choisi la peinture pour faire une conférence sur la façon dont étaient représentés les Noirs dans les œuvres du patrimoine culturel, notamment les œuvres d'art européennes centenaires comme celle-ci. Le nombre de Noirs au XVIIe siècle à Haarlem est inconnu, mais certainement proche de zéro, d'où les difficultés qu'avaient les artistes pour les peindre, selon une conférence de 1770 du scientifique néerlandais Petrus Camper. 

## Source
- (es) Cet article est partiellement ou en totalité issu de l’article de Wikipédia en espagnol intitulé « Grupo familiar ante un paisaje » (voir la liste des auteurs).